# Sei Miguel
Sei Miguel (* 1961 in Paris) ist ein portugiesischer Jazztrompeter, Komponist und Arrangeur.

## Leben und Wirken
Sei Miguel, der in Brasilien aufwuchs, lebt seit den 1980er Jahren in Portugal, wo er seit 1986 verschiedene Formationen leitet. Er arbeitete auch in Deutschland, Italien, Großbritannien und in Brasilien, spielte u. a. mit den Gitarristen Rafael Toral und Manuel Mota, sowie Fala Mariam und César Burago. 1988 legte er das Debütalbum Breaker vor, gefolgt von Produktionen für verschiedene portugiesische Kleinlabel, ab den 2000er Jahren auch für Clean Feed und NoBusiness. Er ist Mitglied im Variable Geometry Orchestra. Miguel schrieb außerdem Musik für Theater und Ballett.

## Diskographische Hinweise
- The Tone Gardens (Creative Sources, 2005)
- Esfíngico – Suite for a Jazz Combo (Clean Feed, 2010)
- Sei Miguel/Pedro Gomes: Turbina Anthem (|NoBusiness, 2011)